# Tip 95 Ha-Go
Tip 95 Ha-Go je bio laki tenk kojeg su koristile vojne jedinice Japanskog Carstva u vojnim operacijama Drugog kinesko-japanskog rata i Drugog svjetskog rata. Koristio se kao potpora pješadiji (nešto slično kao M3 Stuart u američkoj vojsci) i nije zamišljen kao vozilo za borbu protiv drugih tenkova. Proizvedeno je približno 2300 primjeraka ovog tenka.

## Vanjske poveznice
|  | Zajednički poslužitelj ima stranicu o temi Type 95 Ha-Go    |
|  | Zajednički poslužitelj ima još gradiva o temi Type 95 Ha-Go |

- (en) - više o tenku na MilitaryFactory.com